# تور جهانی صورتی زاده‌شده
تور جهانی صورتی زاده‌شده (انگلیسی: Born Pink World Tour) دومین تور کنسرت جهانی از گروه دخترانه کره‌ای بلک‌پینک است که در حمایت از دومین آلیوم استودیویی گروه به نام صورتی زاده‌شده (۲۰۲۲) برگزار شد. این تور در ۱۵ اکتبر ۲۰۲۲ در سئول، کره جنوبی آغاز شد. این تور در ۱۷ سپتامبر ۲۰۲۳ پس از اجرای ۶۶ کنسرت در ۲۲ کشور، در سئول، کره جنوبی به پایان رسید. تور جهانی صورتی زاده‌شده به جایگاه شماره ده جدول ۴۰ تور برتر پایان سال ۲۰۲۳ بیلبورد در سراسر جهان با درآمد ۱۴۸٫۳ میلیون دلار رسید.